# Topper (film)
Topper is een Amerikaanse filmkomedie uit 1937 onder regie van Norman Z. McLeod. Destijds werd de film in Nederland uitgebracht onder de titel Het verliefde spook.

## Verhaal
Als een echtpaar omkomt bij een auto-ongeluk, mogen ze het paradijs niet in. Ze hebben namelijk niets goeds gedaan in hun leven. Ze krijgen nog even de kans om dat te veranderen. Ze zullen er alles aan moeten doen zoveel mogelijk vreugde te verspreiden in de wereld, zodat ze het paradijs mogen betreden.

## Rolverdeling
| Acteur               | Personage          |
| -------------------- | ------------------ |
| Constance Bennett    | Marion Kerby       |
| Cary Grant           | George Kerby       |
| Roland Young         | Mijnheer Topper    |
| Billie Burke         | Mevrouw Topper     |
| Alan Mowbray         | Wilkins            |
| Eugene Pallette      | Casey              |
| Arthur Lake          | Liftjongen         |
| Hedda Hopper         | Mevrouw Stuyvesant |
| Virginia Sale        | Juffrouw Johnson   |
| Theodore von Eltz    | Hotelhouder        |
| J. Farrell MacDonald | Politieagent       |
| Elaine Shepard       | Secretaresse       |
| Doodles Weaver       | Landbouwer         |
| Si Jenks             | Landbouwer         |